# Creuse (Somme)
Creuse ist eine nordfranzösische Gemeinde mit 193 Einwohnern (Stand 1. Januar 2022) im Département Somme in der Region Hauts-de-France. Die Gemeinde liegt im Arrondissement Amiens, ist Mitglied des Gemeindeverbands Amiens Métropole und gehört zum Kanton Ailly-sur-Somme.

## Geographie
Die in den 1980er Jahren stark gewachsene Gemeinde liegt rund elf Kilometer westsüdwestlich von Amiens. Das Gemeindegebiet erstreckt sich im Norden bis an die frühere Route nationale 29. Die Bahnstrecke von Amiens nach Rouen und die Autoroute A29 verlaufen knapp außerhalb des großenteils bewaldeten Gemeindegebiets.
Umgeben wird Creuse von den fünf Nachbargemeinden:
|          | Clairy-Saulchoix                            | Vers-sur-Selle    |
| Revelles | Kompassrose, die auf Nachbargemeinden zeigt |                   |
|          | Namps-Maisnil                               | Bacouel-sur-Selle |

## Einwohner
| 1962 | 1968 | 1975 | 1982 | 1990 | 1999 | 2006 | 2013 | 2020 |
| ---- | ---- | ---- | ---- | ---- | ---- | ---- | ---- | ---- |
| 56   | 51   | 61   | 132  | 210  | 193  | 207  | 190  | 193  |

## Sehenswürdigkeiten
- Kirche Saint-Martin

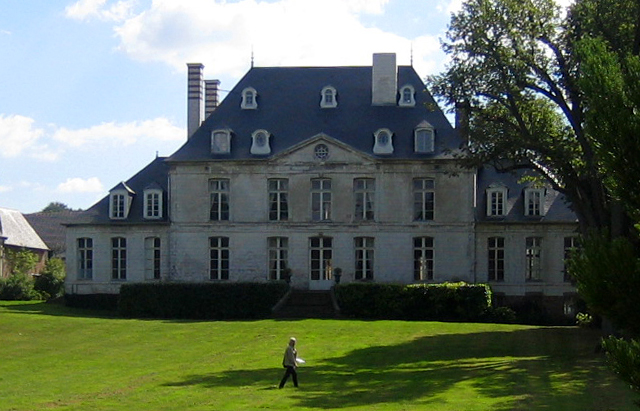
Schloss

- Schloss, erbaut 1706, mit der Ferme d’Antan, einem Landwirtschaftsmuseum , seit 1994 in Teilen als Monument historique eingeschrieben, seit 2013 in weiteren Teilen